# Włodzimierz Dąbkowski

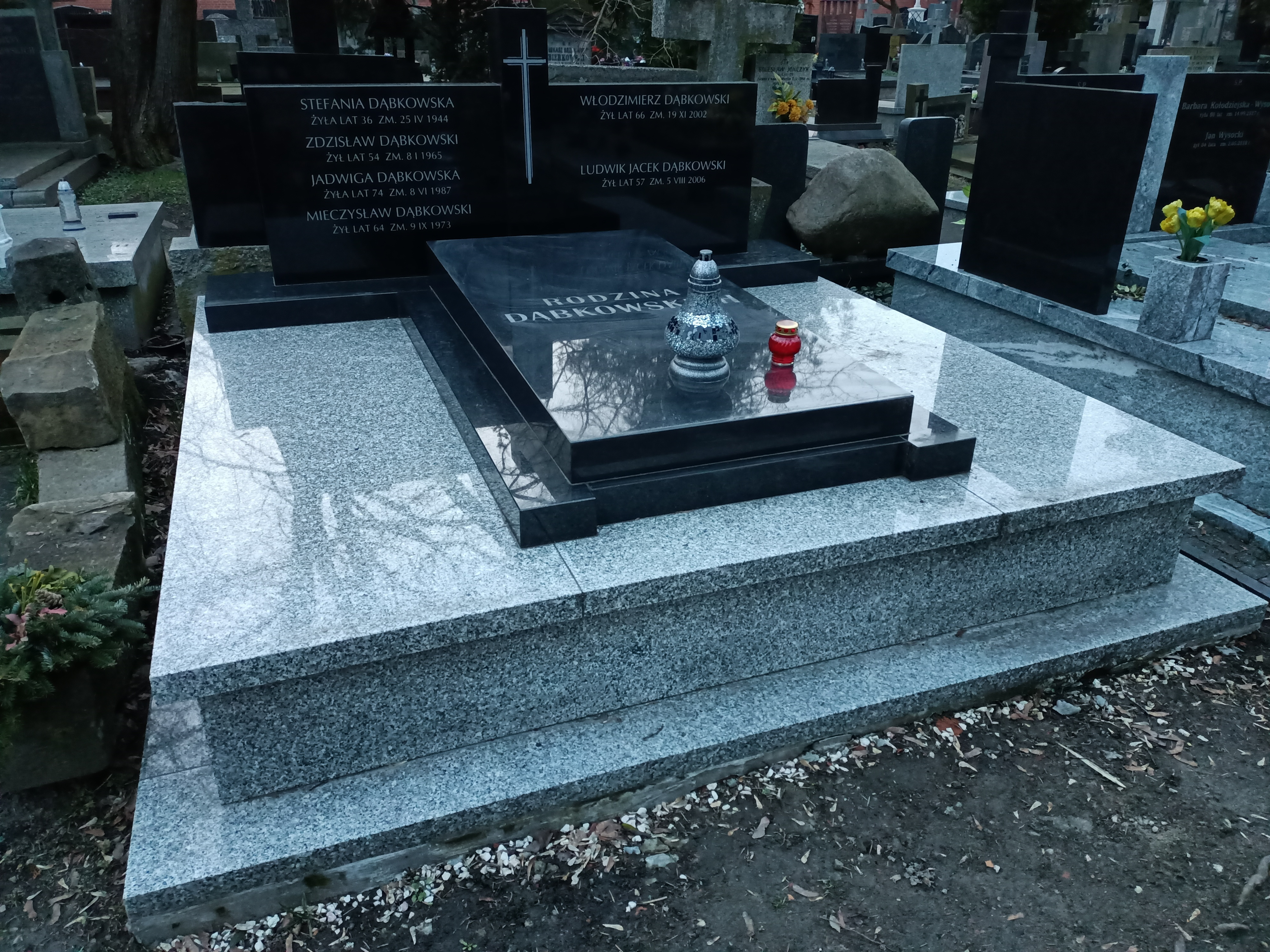
Grób Włodzimierza Dąbkowskiego na cmentarzu Powązkowskim

Włodzimierz Dąbkowski (ur. 1936, zm. 19 listopada 2002) – polski urzędnik państwowy i nauczyciel akademicki, w latach 1992–1994 podsekretarz stanu w Ministerstwie Rolnictwa i Gospodarki Żywnościowej.

## Życiorys
Ukończył studia wyższe i obronił doktorat. Zawodowo związany z Instytutem Budownictwa, Mechanizacji i Elektryfikacji Rolnictwa oraz Szkołą Główną Gospodarstwa Wiejskiego, był m.in. współautorem patentu. Od 1990 pracował w Ministerstwie Rolnictwa i Gospodarki Żywnościowej, m.in. jako szef biura ds. środków produkcji dla rolnictwa i przemysłu rolno-spożywczego. Od 12 marca 1992 do 28 czerwca 1994 pełnił funkcję podsekretarza stanu w tym resorcie, odwołano go na wniosek nowego kierownika resortu Andrzeja Śmietanko. W trakcie sprawowania urzędu przeszedł zawał serca. Później wszedł w skład rady Fundacji Wspomagania Wsi.
Pochowany na cmentarzu Powązkowskim w Warszawie (kwatera 129-3-27/28).